# Championnat d'Afrique des nations de football 2009
Navigation
Soudan 2011
Le Championnat d'Afrique des nations de football 2009 (CHAN 2009) est un tournoi qui s'est disputé en Côte d'Ivoire du 22 février au 8 mars 2009. Il s'agit de la première édition du Championnat d'Afrique des nations qui met en compétition les 8 meilleures équipes africaines locales, réparties en deux poules de quatre équipes. Il s'ensuit les demi-finales puis la finale.

## Organisation

### COCHAN
Le 5 mars 2008, le Président de la République de Côte d'Ivoire crée, par décret, le Comité d’Organisation du Championnat d’Afrique des nations de football 2009 (COCHAN), et désigne son président en la personne de l’ambassadeur Jacques Bernard Anouma, par ailleurs, président de la Fédération ivoirienne de football. Celui-ci est assisté par deux vice-présidents en l'occurrence Feh Kessé et Jean-Louis Billon.
Le COCHAN est composé de 13 commissions :
1. Finance : Approuver les prévisions financières et le bilan de l'événement ;
2. Transport : Assurer le transport des délégations officielles ;
3. Sécurité : Évaluer et mettre en œuvre les moyens de protection et de secours ;
4. Organisation : Organiser les compétitions conformément à la réglementation de la CAF ;
5. Hébergement : Assurer l'hébergement et la restauration des délégations ;
6. Media : Assurer une bonne couverture médiatique de l'événement ;
7. Audiovisuel : Veiller à la retransmission grand public de l'événement ;
8. Santé : Installer et gérer le dispositif médical nécessaire ;
9. Culture et Loisirs : Animer les festivités durant la période ;
10. Mobilisation : Mobiliser les populations pour assurer leur participation massive ;
11. Marketing : Gérer les questions commerciales ;
12. Infrastructure : Veiller à la réhabilitation et à la maintenance des stades ;
13. Accueil et protocole : Accueillir et assister les délégations.

Le siège du COCHAN est situé à la Villa de la Résidence les Elfes sur la rue du Canal (Abidjan).

### Dispositif d'accueil
Des réceptifs d'accueil ont été retenus par le COCHAN à Abidjan, à Yamoussoukro et Bouaké. Il s'agit à Abidjan d'hôtels situés principalement au quartier Plateau, proche du Stade Félix Houphouet-Boigny : Tiama, Pullman, Ivotel et Novotel. À Yamoussoukro, l'Hôtel Parlementaires et l'Hôtel Président accueilleront les délégations tandis qu'à Bouaké, elles seront logées au Ranhotel et à l'Hôtel Mon Afrik.

### Stades
Au début, le président Jacques Anouma retient cinq stades : le Stade Félix Houphouët-Boigny (55 000), le Stade de la Paix (35 000), le Stade Victor Biaka Boda (20 000), le Stade Robert Champroux de Marcory (20 000) et le Parc des sports de Treichville (4 000).
En définitive, seuls seront retenus, le Stade Félix Houphouët-Boigny à Abidjan et le Stade municipal de la Paix à Bouaké.
| Abidjan                      | Bouaké            |
| ---------------------------- | ----------------- |
| Stade Félix Houphouët-Boigny | Stade de la Paix  |
| Capacité : 55 000            | Capacité : 35 000 |
|                              |                   |

Pour l'entraînement des équipes, des stades ont été retenus dans les districts d'Abidjan et Yamoussoukro.
Dans le district d'Abidjan, il s'agit du Centre technique national de Bingerville, de Sol Béni et du Parc des Sports de Treichville.
Dans le district de Yamoussoukro, les entrainements se dérouleront au Stade Municipal et au Stade de l'Inset.

## Mascotte
La mascotte du CHAN 2009 se nomme « Atouhou », terme akan qui évoque la bienvenue manifestée par des étreintes ou embrassades. La mascotte est un personnage qui rappelle l'emblème de la Côte d’Ivoire (l'éléphant), avec un buste en forme de ballon de football. Le blanc est la couleur dominante de « Atouhou » qui porte aussi sur son buste des pentagones de couleur orange, dont le principal comporte une carte de Côte d'Ivoire (orange) apparaissant sur une esquisse verte du continent africain. D'une humeur joviale, la mascotte tient également dans la main droite un drapeau blanc qui suggère le thème de paix et de réconciliation nationale.

## Qualification

### Tournoi de qualification
Les qualifications se sont déroulées entre 39 équipes de mars 2008 à novembre 2008 avec 3 phases : le tour préliminaire, le 1er tour et le 2e tour. À l'issue de ces qualifications, 7 équipes sur 39 ont été qualifiées pour rejoindre l'équipe de Côte d'Ivoire qualifiée d'office.

### Équipes qualifiées

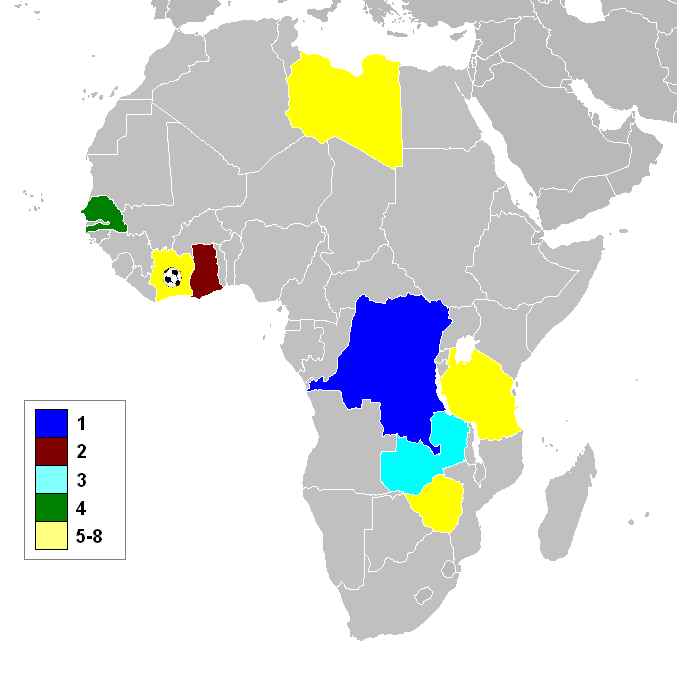
Équipes qualifiées pour la CHAN 2009.

- Côte d'Ivoire (Pays organisateur)
- Zambie
- Sénégal
- Tanzanie
- Ghana
- Zimbabwe
- RD Congo
- Libye

## Tournoi final

### Phase de poules
Tirage au sort des groupes le 26 décembre 2008.

#### Groupe A
| Rang | Équipe        | Pts | J | G | N | P | Bp | Bc | Diff |
| ---- | ------------- | --- | - | - | - | - | -- | -- | ---- |
| 1    | Zambie        | 5   | 3 | 1 | 2 | 0 | 4  | 1  | +3   |
| 2    | Sénégal       | 5   | 3 | 1 | 2 | 0 | 1  | 0  | +1   |
| 3    | Tanzanie      | 4   | 3 | 1 | 1 | 1 | 2  | 2  | 0    |
| 4    | Côte d'Ivoire | 1   | 3 | 0 | 1 | 2 | 0  | 4  | -4   |

| 22 février 2009 | Côte d'Ivoire | 0 - 3 | Zambie                | Stade Félix Houphouët-Boigny, Abidjan                    |                                                          |
| 16:00           |               |       | 36e 49e 50e Singuluma | Spectateurs : 35 000 Arbitrage : Rajindraparsad Seechurn | Spectateurs : 35 000 Arbitrage : Rajindraparsad Seechurn |
| 16:00           | Rapport       |       |                       | Spectateurs : 35 000 Arbitrage : Rajindraparsad Seechurn | Spectateurs : 35 000 Arbitrage : Rajindraparsad Seechurn |

| 22 février 2009 | Sénégal    | 1 - 0 | Tanzanie | Stade Félix Houphouët-Boigny, Abidjan |                                  |
| 19:00           | Traoré 29e |       |          | Arbitrage : Jean-Claude Lebrosse      | Arbitrage : Jean-Claude Lebrosse |
| 19:00           | Rapport    |       |          | Arbitrage : Jean-Claude Lebrosse      | Arbitrage : Jean-Claude Lebrosse |

| 25 février 2009 | Zambie  | 0 - 0 | Sénégal | Stade Félix Houphouët-Boigny, Abidjan |                                |
| 16:00           |         |       |         | Arbitrage : Abdellah El Achiri        | Arbitrage : Abdellah El Achiri |
| 16:00           | Rapport |       |         | Arbitrage : Abdellah El Achiri        | Arbitrage : Abdellah El Achiri |

| 25 février 2009 | Tanzanie   | 1 - 0 | Côte d'Ivoire | Stade Félix Houphouët-Boigny, Abidjan |                              |
| 19:00           | Ngassa 36e |       |               | Arbitrage : Chokri Saadallah          | Arbitrage : Chokri Saadallah |
| 19:00           | Rapport    |       |               | Arbitrage : Chokri Saadallah          | Arbitrage : Chokri Saadallah |

| 28 février 2009 | Côte d'Ivoire | 0 - 0 | Sénégal | Stade Félix Houphouët-Boigny, Abidjan         |                                               |
| 16:00           |               |       |         | Spectateurs : 2 000 Arbitrage : Verson Lwanja | Spectateurs : 2 000 Arbitrage : Verson Lwanja |
| 16:00           | Rapport       |       |         | Spectateurs : 2 000 Arbitrage : Verson Lwanja | Spectateurs : 2 000 Arbitrage : Verson Lwanja |

| 28 février 2009 | Zambie      | 1 - 1 | Tanzanie            | Stade de Bouaké, Bouaké     |                             |
| 16:00           | Banda 90+4e |       | 88e (pen.) Nsajigwa | Arbitrage : Chaibou Ibrahim | Arbitrage : Chaibou Ibrahim |
| 16:00           | Rapport     |       |                     | Arbitrage : Chaibou Ibrahim | Arbitrage : Chaibou Ibrahim |

#### Groupe B
| Rang | Équipe   | Pts | J | G | N | P | Bp | Bc | Diff |
| ---- | -------- | --- | - | - | - | - | -- | -- | ---- |
| 1    | Ghana    | 5   | 3 | 1 | 2 | 0 | 6  | 3  | +3   |
| 2    | RD Congo | 4   | 3 | 1 | 1 | 1 | 3  | 4  | -1   |
| 3    | Zimbabwe | 3   | 3 | 0 | 3 | 0 | 3  | 3  | 0    |
| 4    | Libye    | 2   | 3 | 0 | 2 | 1 | 1  | 3  | -2   |

| 23 février 2009 | Ghana           | 2 - 2 | Zimbabwe               | Stade de Bouaké, Bouaké   |                           |
| 15:00           | A. Ayew 44e 67e |       | 5e Karuru · 36e Marufu | Arbitrage : Verson Lwanja | Arbitrage : Verson Lwanja |
| 15:00           | Rapport         |       |                        | Arbitrage : Verson Lwanja | Arbitrage : Verson Lwanja |

| 23 février 2009 | RD Congo                         | 2 - 0 | Libye | Stade de Bouaké, Bouaké            |                                    |
| 18:00           | Kaluyituka 58e · Lofo 67e (pen.) |       |       | Arbitrage : Désiré Doué Noumandiez | Arbitrage : Désiré Doué Noumandiez |
| 18:00           | Rapport                          |       |       | Arbitrage : Désiré Doué Noumandiez | Arbitrage : Désiré Doué Noumandiez |

| 26 février 2009 | Zimbabwe   | 1 - 1 | RD Congo  | Stade de Bouaké, Bouaké     |                             |
| 15:00           | Marufu 28e |       | 21e Mputu | Arbitrage : Chaibou Ibrahim | Arbitrage : Chaibou Ibrahim |
| 15:00           | Rapport    |       |           | Arbitrage : Chaibou Ibrahim | Arbitrage : Chaibou Ibrahim |

| 26 février 2009 | Libye    | 1 - 1 | Ghana           | Stade de Bouaké, Bouaké               |                                       |
| 18:00           | Saad 26e |       | 76e Owusu-Ansah | Arbitrage : Cheick Ahmed Tidiane Seck | Arbitrage : Cheick Ahmed Tidiane Seck |
| 18:00           | Rapport  |       |                 | Arbitrage : Cheick Ahmed Tidiane Seck | Arbitrage : Cheick Ahmed Tidiane Seck |

| 1er mars 2009 | Ghana                                      | 3 - 0 | RD Congo | Stade de Bouaké, Bouaké             |                                     |
| 16:00         | Taylor 45+4e · Antwi 68e · Owusu-Ansah 79e |       |          | Arbitrage : Rajindraparsad Seechurn | Arbitrage : Rajindraparsad Seechurn |
| 16:00         | Rapport                                    |       |          | Arbitrage : Rajindraparsad Seechurn | Arbitrage : Rajindraparsad Seechurn |

| 1er mars 2009 | Zimbabwe | 0 - 0 | Libye | Stade Félix Houphouët-Boigny, Abidjan |                           |
| 16:00         |          |       |       | Arbitrage : Kokou Djaoupe             | Arbitrage : Kokou Djaoupe |
| 16:00         | Rapport  |       |       | Arbitrage : Kokou Djaoupe             | Arbitrage : Kokou Djaoupe |

## Phase finale

### Demi-finales
| 4 mars 2009 (D1) | Ghana                                                              | 1 - 1 (a.p.)      | Sénégal                                                                | Stade de la Paix, Bouaké                              |                                                       |
| 15:00            | Antwi 31e                                                          |                   | 35e Sow                                                                | Spectateurs : 25 000 Arbitrage : Jean-Claude Lebrosse | Spectateurs : 25 000 Arbitrage : Jean-Claude Lebrosse |
| 15:00            | Rapport                                                            |                   |                                                                        | Spectateurs : 25 000 Arbitrage : Jean-Claude Lebrosse | Spectateurs : 25 000 Arbitrage : Jean-Claude Lebrosse |
| 15:00            | D. Yeboah · S. Yeboah · Mohamed · Appiah · McCarthy · Bonsu · Poku | Tirs au but 7 – 6 | M. Fall · Diamanka · Ndiour · M. Diallo · Diouf · S. N'Diaye · Badiane | Spectateurs : 25 000 Arbitrage : Jean-Claude Lebrosse | Spectateurs : 25 000 Arbitrage : Jean-Claude Lebrosse |

| 4 mars 2009 (D2) | Zambie        | 1 - 2 | RD Congo                 | Stade Félix Houphouët-Boigny, Abidjan |                                |
| 19:00            | Singuluma 85e |       | 3e Lofo · 16e Kaluyituka | Arbitrage : Abdellah El Achiri        | Arbitrage : Abdellah El Achiri |
| 19:00            | Rapport       |       |                          | Arbitrage : Abdellah El Achiri        | Arbitrage : Abdellah El Achiri |

### Match pour la3eplace
| 7 mars 2009 | Sénégal | 1 - 2 | Zambie                     | Stade Félix Houphouët-Boigny, Abidjan |                                     |
| 16:00       | Sow 24e |       | 49e Bwalya · 75e Singuluma | Arbitrage : Rajindraparsad Seechurn   | Arbitrage : Rajindraparsad Seechurn |
| 16:00       | Rapport |       |                            | Arbitrage : Rajindraparsad Seechurn   | Arbitrage : Rajindraparsad Seechurn |

### Finale
| 8 mars 2009 | Ghana   | 0 - 2 | RD Congo                  | Stade Félix Houphouët-Boigny, Abidjan                   |                                                         |
| 16:00       |         |       | 46e Kaluyituka · 74e Bedi | Spectateurs : 35 000 Arbitrage : Désiré Doué Noumandiez | Spectateurs : 35 000 Arbitrage : Désiré Doué Noumandiez |
| 16:00       | Rapport |       |                           | Spectateurs : 35 000 Arbitrage : Désiré Doué Noumandiez | Spectateurs : 35 000 Arbitrage : Désiré Doué Noumandiez |

### Buteurs
| 5 buts - Given Singuluma 3 buts - Dioko Kaluyituka 2 buts - Abdul Rahim Ayew - Edmund Owusu-Ansah - Yaw Antwi - Serge Lofo Bongeli - Alpha Oumar Sow - Philip Marufu | 1 but - Charles Asampong Taylor - Ahmed Saad Osman - Bedi Mbenza - Trésor Mputu - Mamadou Baila Traoré - Mrisho Ngassa - Shadrack Nsajigwa - Dennis Banda - Simon Bwalya - Ovidy Karuru |